# Urkuti György
Urkuti György (Budapest, 1971. október 3. –) magyar közgazdász, újságíró, diplomata, nagykövet.

## Pályafutása
1995-ben végzett közgazdászként a Budapesti Közgazdaságtudományi Egyetemen, majd ugyanott szerzett PhD fokozatot nemzetközi kapcsolatok szakirányon 2002-ben. Egyetemi évei alatt cserediákként 1993-ban fél évet tölthetett a Helsinki Egyetemen. 1995-től 15 éven át a Világgazdaság című gazdasági napilap újságírója volt, 2000-től rovatvezetőként. 2010-ben lett a külügyminisztérium munkatársa, bő egy évig Magyarország EU-elnökségének kommunikációs főosztályvezetője volt. Diplomáciai szolgálatot először 2011-2015 között teljesített, amikor Magyarország helsinki nagykövetsége elsőbeosztottaként dolgozott a finn fővárosban. Hazatértét követően a Külgazdasági és Külügyminisztérium klímavédelemmel kapcsolatos diplomáciai feladatait koordinálta. Egy évig a külügy észak-európai ügyekkel foglalkozó főosztályán dolgozott, az utolsó fél évben főosztályvezetőként.
2018 nyarán hallgatta meg Urkutit az Országgyűlés külügyi bizottsága,  és 2018 október 17-től szolgált nagykövetként Finnországban, ahol Szalay-Bobrovniczky Vincét váltotta. Megbízatása 2021 október 31-én ért véget. 2021 novembertől 2022 júliusáig a külügyminisztérium Nyugat- és Dél-Európa főosztályát vezette, majd visszatért az Észak-Európa főosztály élére. 2023 szeptember 10-től Magyarország rigai nagykövete.
Nős, négy gyermek apja. 2016 szeptemberétől 2018 szeptemberéig a Szabad Evangéliumi Gyülekezet egyik vezetője.